# Esther Chesang
Pour les articles homonymes, voir Chesang.
Esther Chesang (Esther Chesang Kakuri), est une athlète kényane de course à pied, spécialiste de course de fond et de trail. 
Ses temps de référence sont de 1 h 9 min 25 s au semi-marathon (Buenos Aires, 2e en 2019) et 2 h 26 min 11 s au marathon (Barcelone, 6e en 2021).

## Biographie
Elle a remporté la course de trail Sierre-Zinal en 2022.
Le 7 janvier 2023, l'agence antidopage kényane informe qu'Esther Chesang a reçu une suspension provisoire le 15 mai 2022 pour avoir été contrôlée positive au triamcinolone. Elle n'aurait jamais dû prendre le départ de Sierre-Zinal. Son entraîneur espagnol Octavio Pérez est informé des soupçons de dopage après l'annonce de sa sélection aux championnats du monde de course en montagne et trail 2022 à Chiang Mai. Incapable de donner une réponse convaincante, elle est limogée de l'équipe Sky Runners Kenya le 14 octobre 2022. En mars 2023, les organisateurs de la course Sierre-Zinal décident de la disqualifier. La victoire revient à la Suissesse Maude Mathys. En avril 2023, sa peine est confirmée. Elle se voit infliger une suspension de quatre ans avec effet rétroactif au 15 mai 2022. Tous ses résultats à compter de cette date sont annulés,,.